# Фенино (Бобровичское сельское поселение)
Фе́нино — деревня в Бобровичском сельском поселении Ельнинского района Смоленской области России.
Население – 25 жителей (2007 год). Расположена в юго-восточной части области  в 12,5  км к северу от города Ельня, в 5 км восточнее автодороги Р137 Сафоново — Рославль на берегах реки Усия.

## Экономика
Библиотека, дом культуры .